# Phytoecia erivanica
Phytoecia erivanica är en skalbaggsart som beskrevs av Edmund Reitter 1899. Phytoecia erivanica ingår i släktet Phytoecia och familjen långhorningar.
Artens utbredningsområde är Iran. Inga underarter finns listade i Catalogue of Life.